# Aldealafuente
Aldealafuente település Spanyolországban, Soria tartományban. Aldealafuente Alconaba, Candilichera, Cabrejas del Campo, Aliud, Gómara, Tejado, Cubo de la Solana és Los Rábanos községekkel határos. Lakosainak száma 83 fő (2024).

## Népesség
A település népessége az elmúlt években az alábbi módon változott:
| Lakosok száma | 150  | 129  | 126  | 116  | 98   | 94   | 89   | 92   | 80   | 83   |
|               | 2001 | 2004 | 2007 | 2009 | 2012 | 2014 | 2017 | 2019 | 2022 | 2024 |